# Tanytarsus chinyensis
Tanytarsus chinyensis är en tvåvingeart som beskrevs av Maurice Emile Marie Goetghebuer 1934. Tanytarsus chinyensis ingår i släktet Tanytarsus och familjen fjädermyggor. Arten är reproducerande i Sverige. Inga underarter finns listade i Catalogue of Life.